# Tercera ronda de la Clasificación de AFC para la Copa Mundial de Fútbol de 2006
La Tercera ronda de la Clasificación de AFC para la Copa Mundial de Fútbol de 2006 contó con la participación de ocho selecciones nacionales provenientes de la segunda ronda, la cual se jugó entre febrero y agosto de 2005.
Los equipos fueron divididos en dos cuadrangulares disputadas todos contra todos a visita recíproca, donde los ganadores de cada grupo logran la clasificación a Alemania 2006, mientras que los que finalizan en tercer lugar avanzan a la Cuarta Ronda.

## Resultados

### Grupo 1
| Pos. | Equipo         | Pts. | PJ | G | E | P | GF | GC | Dif. | Clasificación |
| ---- | -------------- | ---- | -- | - | - | - | -- | -- | ---- | ------------- |
| 1    | Arabia Saudita | 14   | 6  | 4 | 2 | 0 | 10 | 1  | +9   | Mundial       |
| 2    | Corea del Sur  | 10   | 6  | 3 | 1 | 2 | 9  | 5  | +4   | Mundial       |
| 3    | Uzbekistán (A) | 5    | 6  | 1 | 2 | 3 | 7  | 11 | −4   | Cuarta Ronda  |
| 4    | Kuwait (E)     | 4    | 6  | 1 | 1 | 4 | 4  | 13 | −9   |               |

 Fuente: 
| 9 de febrero de 2005 | Corea del Sur                         | 2–0     | Kuwait | Estadio Mundialista de Seúl, Seúl, Corea del Sur   |                                                    |
|                      | Lee Dong-Gook 23' · Lee Young-Pyo 81' | Reporte |        | Asistencia: 53 287 espectadores Árbitro(s): Maidin | Asistencia: 53 287 espectadores Árbitro(s): Maidin |

| 9 de febrero de 2005 | Uzbekistán   | 1–1     | Arabia Saudita | Estadio Pakhtakor Markaziy, Taskent, Uzbekistán      |                                                      |
|                      | Soliev 90+3' | Reporte | Al-Jaber 77'   | Asistencia: 45 000 espectadores Árbitro(s): Kamikawa | Asistencia: 45 000 espectadores Árbitro(s): Kamikawa |

| 25 de marzo de 2005 | Arabia Saudita                      | 2–0     | Corea del Sur | Estadio Príncipe Mohamed bin Fahd, Dammam, Arabia Saudita |                                                    |
|                     | Khariri 29' · Al-Qahtani 73' (pen.) | Reporte |               | Asistencia: 25 000 espectadores Árbitro(s): Salleh        | Asistencia: 25 000 espectadores Árbitro(s): Salleh |

| 25 de marzo de 2005 | Kuwait          | 2–1     | Uzbekistán   | Estadio Al-Sadaqua Walsalam, Kuwait (ciudad), Kuwait   |                                                        |
|                     | Abdullah 7' 62' | Reporte | Geynrikh 77' | Asistencia: 12 000 espectadores Árbitro(s): Sun Baojie | Asistencia: 12 000 espectadores Árbitro(s): Sun Baojie |

| 30 de marzo de 2005 | Kuwait | 0–0     | Arabia Saudita | Estadio Al-Sadaqua Walsalam, Kuwait (ciudad), Kuwait |                                                    |
|                     |        | Reporte |                | Asistencia: 25 000 espectadores Árbitro(s): Moradi   | Asistencia: 25 000 espectadores Árbitro(s): Moradi |

| 30 de marzo de 2005 | Corea del Sur                         | 2–1     | Uzbekistán   | Estadio Mundialista de Seúl, Seúl, Corea del Sur |                                                  |
|                     | Lee Young-Pyo 55' · Lee Dong-Gook 62' | Reporte | Geynrikh 79' | Asistencia: 62 857 espectadores Árbitro(s): Najm | Asistencia: 62 857 espectadores Árbitro(s): Najm |

| 3 de junio de 2005 | Arabia Saudita                      | 3–0     | Kuwait | Estadio Rey Fahd, Riad, Arabia Saudita               |                                                      |
|                    | Al-Shalhoub 19' 49' · Al-Harthi 83' | Reporte |        | Asistencia: 72 000 espectadores Árbitro(s): Kamikawa | Asistencia: 72 000 espectadores Árbitro(s): Kamikawa |

| 3 de junio de 2005 | Uzbekistán    | 1–1     | Corea del Sur        | Estadio Pakhtakor Markaziy, Taskent, Uzbekistán    |                                                    |
|                    | Shatskikh 62' | Reporte | Park Chu-Young 90+1' | Asistencia: 40 000 espectadores Árbitro(s): Moradi | Asistencia: 40 000 espectadores Árbitro(s): Moradi |

| 8 de junio de 2005 | Kuwait | 0–4     | Corea del Sur                                                                         | Estadio Al-Sadaqua Walsalam, Kuwait (ciudad), Kuwait  |                                                       |
|                    |        | Reporte | Park Chu-Young 19' · Lee Dong-Gook 29' (pen.) · Chung Kyung-ho 55' · Park Ji-Sung 61' | Asistencia: 15 000 espectadores Árbitro(s): Khanthama | Asistencia: 15 000 espectadores Árbitro(s): Khanthama |

| 8 de junio de 2005 | Arabia Saudita                  | 3–0     | Uzbekistán | Estadio Rey Fahd, Riad, Arabia Saudita                   |                                                          |
|                    | Al-Jaber 8' 60' · Al-Harthi 87' | Reporte |            | Asistencia: 72 000 espectadores Árbitro(s): Huang Junjie | Asistencia: 72 000 espectadores Árbitro(s): Huang Junjie |

| 17 de agosto de 2005 | Corea del Sur | 0–1     | Arabia Saudita | Estadio Mundialista de Seúl, Seúl, Corea del Sur    |                                                     |
|                      |               | Reporte | Al-Anbar 5'    | Asistencia: 61 586 espectadores Árbitro(s): Kunsuta | Asistencia: 61 586 espectadores Árbitro(s): Kunsuta |

| 17 de agosto de 2005 | Uzbekistán                                       | 3–2     | Kuwait                       | Estadio Pakhtakor Markaziy, Taskent, Uzbekistán    |                                                    |
|                      | Djeparov 41' (pen.) · Shatskikh 62' · Soliev 76' | Reporte | Al-Mutawa 16' · Abdullah 31' | Asistencia: 40 000 espectadores Árbitro(s): Salleh | Asistencia: 40 000 espectadores Árbitro(s): Salleh |

### Grupo 2
| Pos. | Equipo              | Pts. | PJ | G | E | P | GF | GC | Dif. | Clasificación |
| ---- | ------------------- | ---- | -- | - | - | - | -- | -- | ---- | ------------- |
| 1    | Japón               | 15   | 6  | 5 | 0 | 1 | 9  | 4  | +5   | Copa Mundial  |
| 2    | Irán                | 13   | 6  | 4 | 1 | 1 | 7  | 3  | +4   | Copa Mundial  |
| 3    | Baréin (A)          | 4    | 6  | 1 | 1 | 4 | 4  | 7  | −3   | Cuarta Ronda  |
| 4    | Corea del Norte (E) | 3    | 6  | 1 | 0 | 5 | 5  | 11 | −6   |               |

 Fuente: 
| 9 de febrero de 2005 | Japón                      | 2–1     | Corea del Norte   | Saitama Stadium, Saitama, Japón                       |                                                       |
|                      | Ogasawara 4' · Oguro 90+1' | Reporte | Nam Song-Chol 61' | Asistencia: 60 000 espectadores Árbitro(s): Al Ghamdi | Asistencia: 60 000 espectadores Árbitro(s): Al Ghamdi |

| 9 de febrero de 2005 | Baréin | 0–0     | Irán | Bahrain National Stadium, Riffa, Baréin            |                                                    |
|                      |        | Reporte |      | Asistencia: 25 000 espectadores Árbitro(s): Salleh | Asistencia: 25 000 espectadores Árbitro(s): Salleh |

| 25 de marzo de 2005 | Corea del Norte   | 1–2     | Baréin     | Kim Il Sung Stadium, Pionyang, Corea del Norte       |                                                      |
|                     | Pak Song-Gwan 63' | Reporte | Ali 7' 58' | Asistencia: 50 000 espectadores Árbitro(s): Rungklay | Asistencia: 50 000 espectadores Árbitro(s): Rungklay |

| 25 de marzo de 2005 | Irán              | 2–1     | Japón         | Azadi Stadium, Tehran, Irán                         |                                                     |
|                     | Hashemian 13' 75' | Reporte | Fukunishi 66' | Asistencia: 110 000 espectadores Árbitro(s): Maidin | Asistencia: 110 000 espectadores Árbitro(s): Maidin |

| 30 de marzo de 2005 | Corea del Norte | 0–2     | Irán                          | Kim Il Sung Stadium, Pionyang, Corea del Norte    |                                                   |
|                     |                 | Reporte | Mahdavikia 34' · Nekounam 79' | Asistencia: 55 000 espectadores Árbitro(s): Kousa | Asistencia: 55 000 espectadores Árbitro(s): Kousa |

| 30 de marzo de 2005 | Japón              | 1–0     | Baréin | Saitama Stadium, Saitama, Japón                     |                                                     |
|                     | Salmeen 72' (a.g.) | Reporte |        | Asistencia: 67 549 espectadores Árbitro(s): Irmatov | Asistencia: 67 549 espectadores Árbitro(s): Irmatov |

| 3 de junio de 2005 | Irán       | 1–0     | Corea del Norte | Azadi Stadium, Tehran, Irán                           |                                                       |
|                    | Rezaei 45' | Reporte |                 | Asistencia: 35 000 espectadores Árbitro(s): Al Ghamdi | Asistencia: 35 000 espectadores Árbitro(s): Al Ghamdi |

| 3 de junio de 2005 | Baréin | 0–1     | Japón         | Bahrain National Stadium, Riffa, Baréin            |                                                    |
|                    |        | Reporte | Ogasawara 34' | Asistencia: 32 000 espectadores Árbitro(s): Salleh | Asistencia: 32 000 espectadores Árbitro(s): Salleh |

| 8 de junio de 2005                                                                     | Irán        | 1–0     | Baréin | Azadi Stadium, Tehran, Irán                                |                                                            |
|                                                                                        | Nosrati 48' | Reporte |        | Asistencia: 80 000 espectadores Árbitro(s): Kwon Jong-Chul | Asistencia: 80 000 espectadores Árbitro(s): Kwon Jong-Chul |
| Las imágenes de éste partido fueron utilizadas para la película iraní de 2006 Offside. |             |         |        |                                                            |                                                            |

| 8 de junio de 2005 | Corea del Norte | 0–2     | Japón                      | Suphachalasai Stadium, Bangkok, Tailandia           |                                                     |
| |                 | Reporte | Yanagisawa 67' · Oguro 89' | Asistencia: 0 espectadores Árbitro(s): De Bleeckere | Asistencia: 0 espectadores Árbitro(s): De Bleeckere |
| Desde los partido previos de Corea de Norte donde hubieron problemas con el ruido, la FIFA decidió que el siguiente partido de Corea del Norte se jugara en una sede neutral (en este caso Tailandia) y a puerta cerrada. |                 |         |                            |                                                     |                                                     |

| 17 de agosto de 2005 | Japón                | 2–1     | Irán            | International Stadium Yokohama, Yokohama, Japón    |                                                    |
|                      | Kaji 28' · Oguro 76' | Reporte | Daei 79' (pen.) | Asistencia: 66 098 espectadores Árbitro(s): Shaban | Asistencia: 66 098 espectadores Árbitro(s): Shaban |

| 17 de agosto de 2005 | Baréin            | 2–3     | Corea del Norte                                        | Bahrain National Stadium, Riffa, Baréin          |                                                  |
|                      | Isa 49' · Ali 54' | Reporte | Choe Chol-Man 28' · Kim Chol-Ho 43' · An Chol-Hyok 90' | Asistencia: 3000 espectadores Árbitro(s): Maidin | Asistencia: 3000 espectadores Árbitro(s): Maidin |